# Dun an Sticir

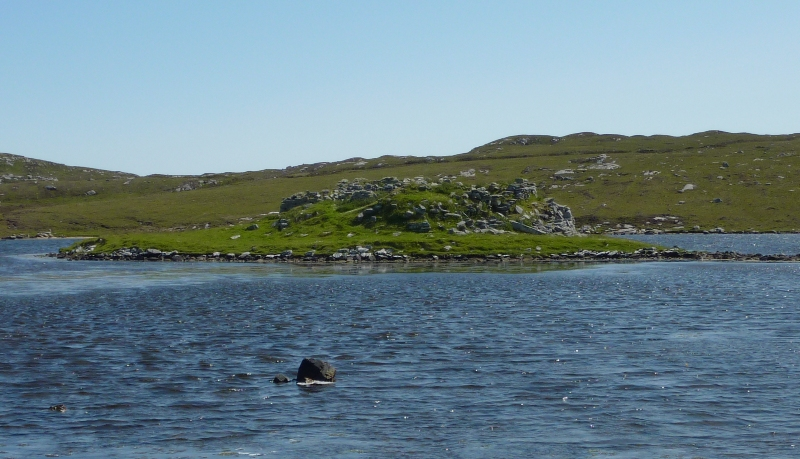
Dun an Sticir gezien vanaf de noordelijke zijde van het meertje. Rechts loopt de dam naar het eiland Eilean na Mi-Chomhairle.

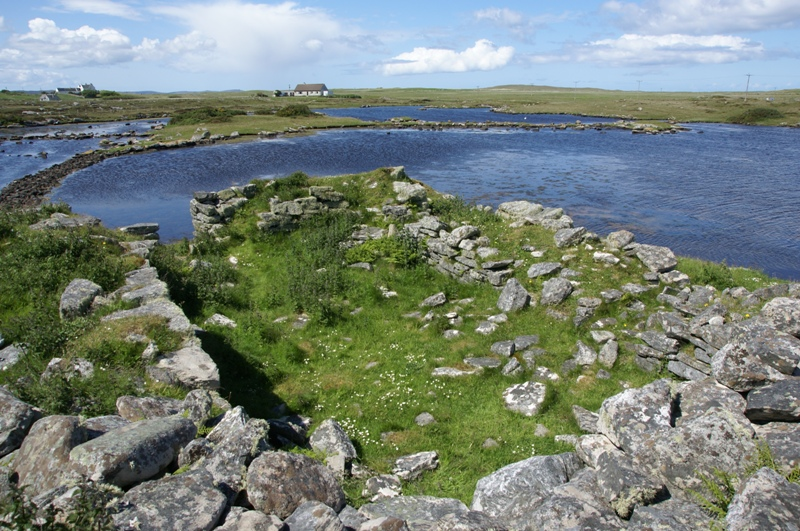
Vanuit de broch / middeleeuwse hal kijkend naar het westen. Het eilandje met de broch is verbonden via een dam met het eiland Eilean na Mi-Chomhairle, dat op zijn beurt is verbonden met het vasteland via een dam naar het noorden (rechts) en naar het zuiden (links).

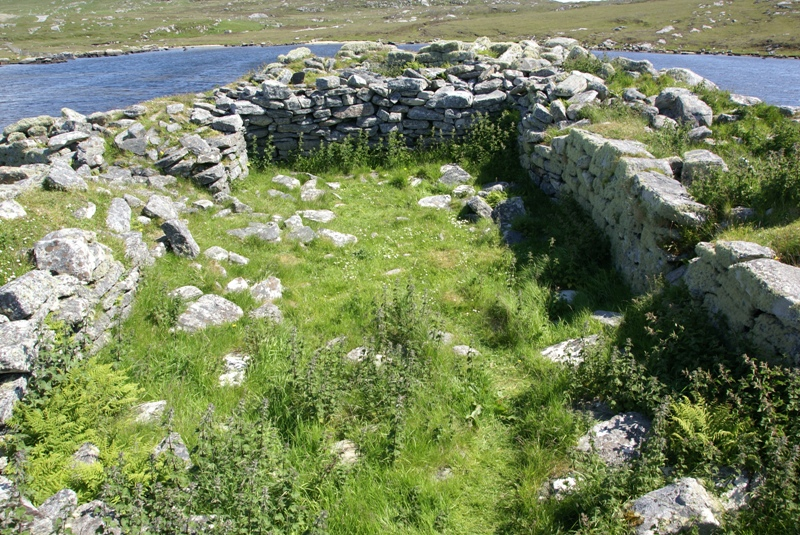
Het binnenste van Dun an Sticir is in de Middeleeuwen omgebouwd naar een rechthoekige hal. Hier gezien vanuit het zuidwesten.

Dun an Sticir is een broch, een gebouw uit de IJzertijd, ongeveer 9,5 kilometer ten noorden van Lochmaddy gelegen, in een meertje op North Uist in de Schotse Buiten-Hebriden. In de zestiende eeuw werden in en om de broch nieuwe gebouwen verwezenlijkt.

## Naam en locatie
De broch Dun an Sticir is gelegen op een klein eiland in het meertje Loch an Sticir aan de oostzijde van de B893, 0,8 kilometer ten zuiden van Newtonferry.
De naam wordt ook gespeld als Dun an Sticer en Dun an Sticar.
Het eiland, waarop de broch staat, is via een dam verbonden met een ander, groter eiland genaamd Eilean na Mi-Chomhairle (het Eiland van Slechte Raad). Dit grotere eiland is via twee dammen verbonden met het vasteland.
De naam Dun an Sticir is herleid van dun, dat fort betekent, en sticir, dat sluiper betekent. Dun an Sticir betekent dus Fort van de Sluiper. Pas in de tweede helft van de twintigste eeuw werd duidelijk dat dit gebouw geïdentificeerd werd als een broch. De term dun is desondanks, zoals bij veel brochs, in de naam blijven staan.

## Geschiedenis
Dun an Sticir werd vermoedelijk gebouwd in de IJzertijd in de periode tussen 100 v.Chr. en 100 n.Chr, zoals de meeste brochs. Beperkte opgravingen resulteerden in vondsten van aardewerk; het is niet bekend uit welke periode deze stammen.
De broch was vermoedelijk onbewoond tijdens de periode van de Vikingen. In de Middeleeuwen werd de broch veranderd in een rechthoekige hal of kleine toren. De ingang werd vergroot en een raam werd aangebracht. De binnenste ronde ruimte kreeg door deze verbouwing een rechthoekige plattegrond. Er werden ook bijgebouwen toegevoegd en er stond zeker een groter gebouw op Eilean na Mi-Chomhairle. De dam vanaf de noordelijke zijde van het meer naar Eilean na Mi-Chomhairle werd verbreed tot drie meter, zodat karren bij het eiland konden komen.
Hugh MacDonald of Sleat (Schots-Gaelisch: Uisdean Macghilleasbuig Chleirich), zoon van Hugh the Clerk, bewoonde Dun an Sticir tot 1602. Hij was in de jaren tachtig van de zestiende eeuw de factor van North Uist. In 1586 bedacht hij een plan om zijn neef Donald Gorm, het achtste clanhoofd van de MacDonalds of Sleat, te vermoorden. Nadat zijn plan was ontdekt, vluchtte hij naar Dun an Sticir. Hij werd uiteindelijk gevangengenomen toen hij probeerde te ontsnappen aan een belegering van zijn kasteel Castle Uisdean op Skye. Als straf werd hij doodgehongerd in de kerker van Duntulm Castle op Skye.

## Bouw
Dun an Sticir is gelegen op een eiland in een meertje. Een brede stenen dam leidt vanuit het noorden naar het eiland Eilean na Mi-Chomhairle. Een tweede, smallere dam leidt vanaf de zuidzijde van het meer naar hetzelfde eiland. Een derde dam buigt vanaf dat eiland af naar het oosten naar het kleinere eiland waarop de broch ligt. De dammen staan deels onder water bij hoogtij.
De broch is in totaal achttien meter in diameter. De muren van de broch zijn 3,5 meter dik en zijn op sommige plaatsen iets meer dan drie meter hoog. In 1965 was het hoogste punt van de muur 3,6 meter hoog.
Een broch wordt gekenmerkt door vertrekken in het inwendige van de ronde muur. In het geval van Dun an Sticir is er in het zuidwesten nog één kamer zichtbaar. Bovendien is er een galerij, die 1 meter breed is, overgebleven. Deze broch wordt ook soms beschreven als een galleried dun.
Het ronde binnenste van de broch is in de middeleeuwen veranderd in een rechthoekige ruimte van 10 bij 4,6 meter. De lengteas ligt noordoost-zuidwest. De toegangen, die 1,1 meter breed zijn, bevinden zich in het noordwesten en zuidwesten in de rechthoekige ruimte. De muur is bij de zuidwestelijke ingang 2,5 meter dik.

## Toegang
Dun an Sticir is vrij toegankelijk. Bij hoogtij kunnen de dammen deels onder water staan.